# Língua de sinais argelina
A língua de sinais argelina (em Portugal: língua gestual argelina) é a língua de sinais (pt: língua gestual) usada pela comunidade surda da Argélia. É oficialmente reconhecida, pelo governo argelino, pela legislação que protege pessoas com deficiências, de Maio de 2002.